# Moshopha
Moshopha è un villaggio del Botswana situato nel distretto Centrale, sottodistretto di Mahalapye. Il villaggio, secondo il censimento del 2011, conta 1.373 abitanti.

## Località
Nel territorio del villaggio sono presenti le seguenti 16 località:
- Choele di 55 abitanti,
- Dinatshana di 2 abitanti,
- Dipuding di 6 abitanti,
- Ditakane,
- Kolomaje,
- Koroma di 10 abitanti,
- Mabeleapodi,
- Malatsweng di 5 abitanti,
- Matlhakamme di 4 abitanti,
- Moaneng di 27 abitanti,
- Moekatsi di 16 abitanti,
- Mokgowane di 40 abitanti,
- Mokoduane di 11 abitanti,
- Moralana,
- Mosu di 69 abitanti,
- Thakadiawa